# RP FLIP
O R/P FLIP (FLoating Instrument Platform - em português: Plataforma de Instrumentos Flutuante) é uma plataforma de pesquisa de mar aberto propriedade da U.S. Office of Naval Research (ONR) e operado pelo Instituto de Oceanografia Scripps. A plataforma possui 108 metros de comprimento e foi designada para ser parcialmente inundada para girar 90° graus, resultando em um ponto de plataforma acima da linha d'água de 17 metros de altura. A posição da embarcação com o lastro de água nos 91 metros submersos faz com que ele não oscile com a ação das ondas do mar, isso proporciona uma plataforma estável no meio das ondas. Ao fim de cada missão bombas de ar comprimido são acionadas para forçar a ejeção da água nas câmaras inundadas, isso faz a embarcação retornar à sua posição horizontal, possibilitando o reboque dela por outro navio pois o FLIP não possui motor de propulsão.

## Galeria
- Video do FLIP girando

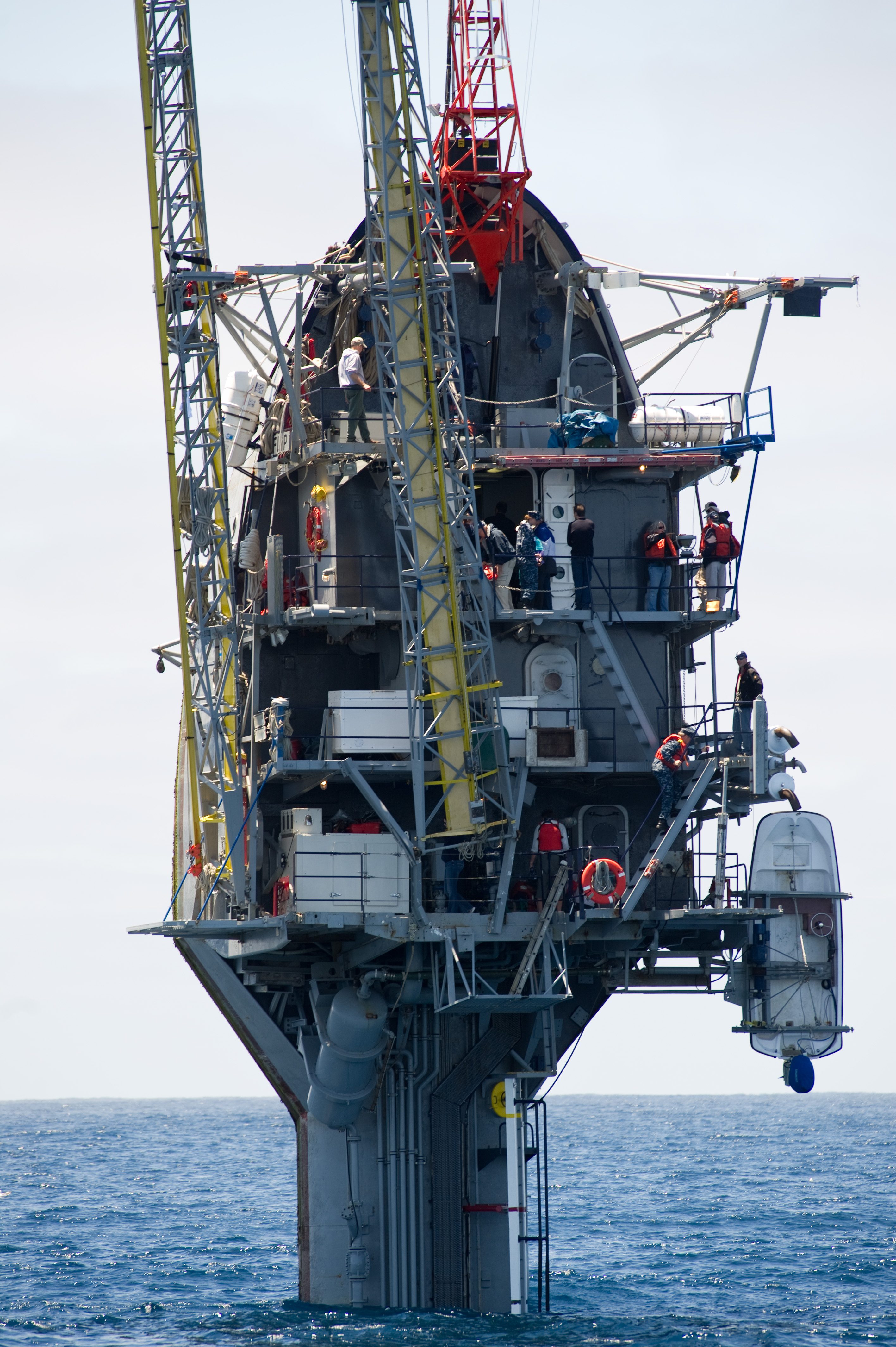
O FLIP em posição vertical em 2012
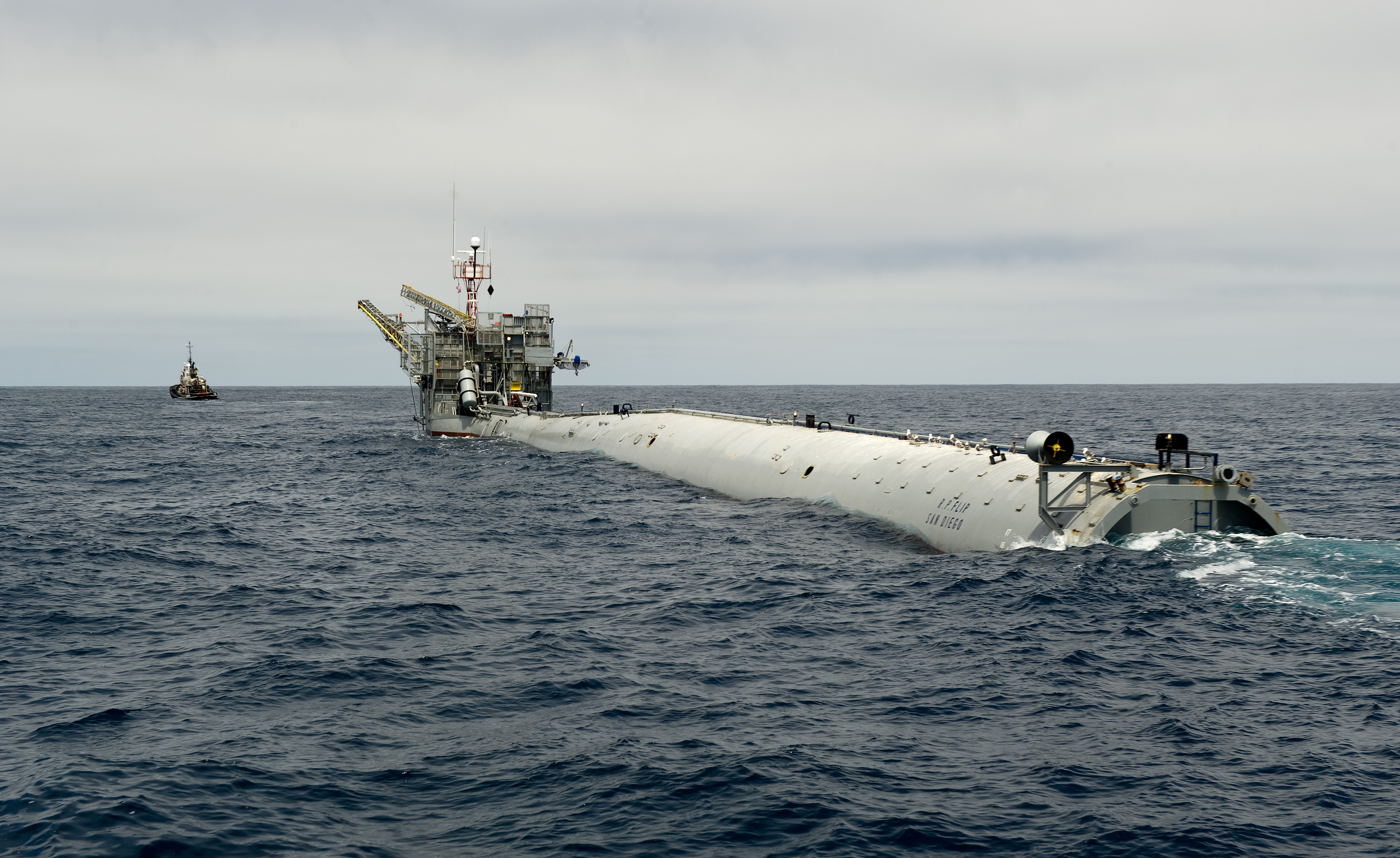
FLIP sendo rebocado em 2012
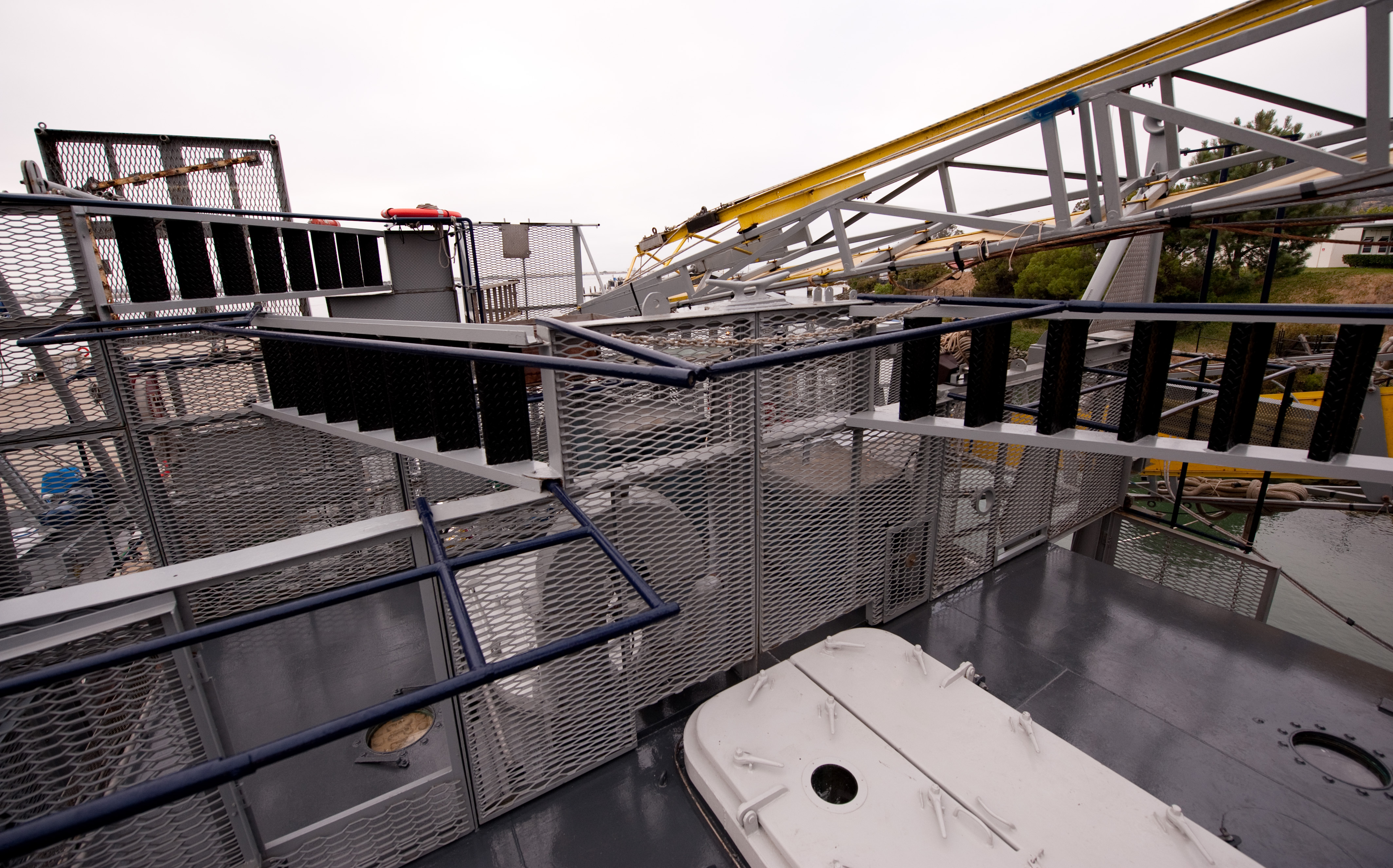
Vista do convés do FLIP com as escadas e corrimões para a posição vertical
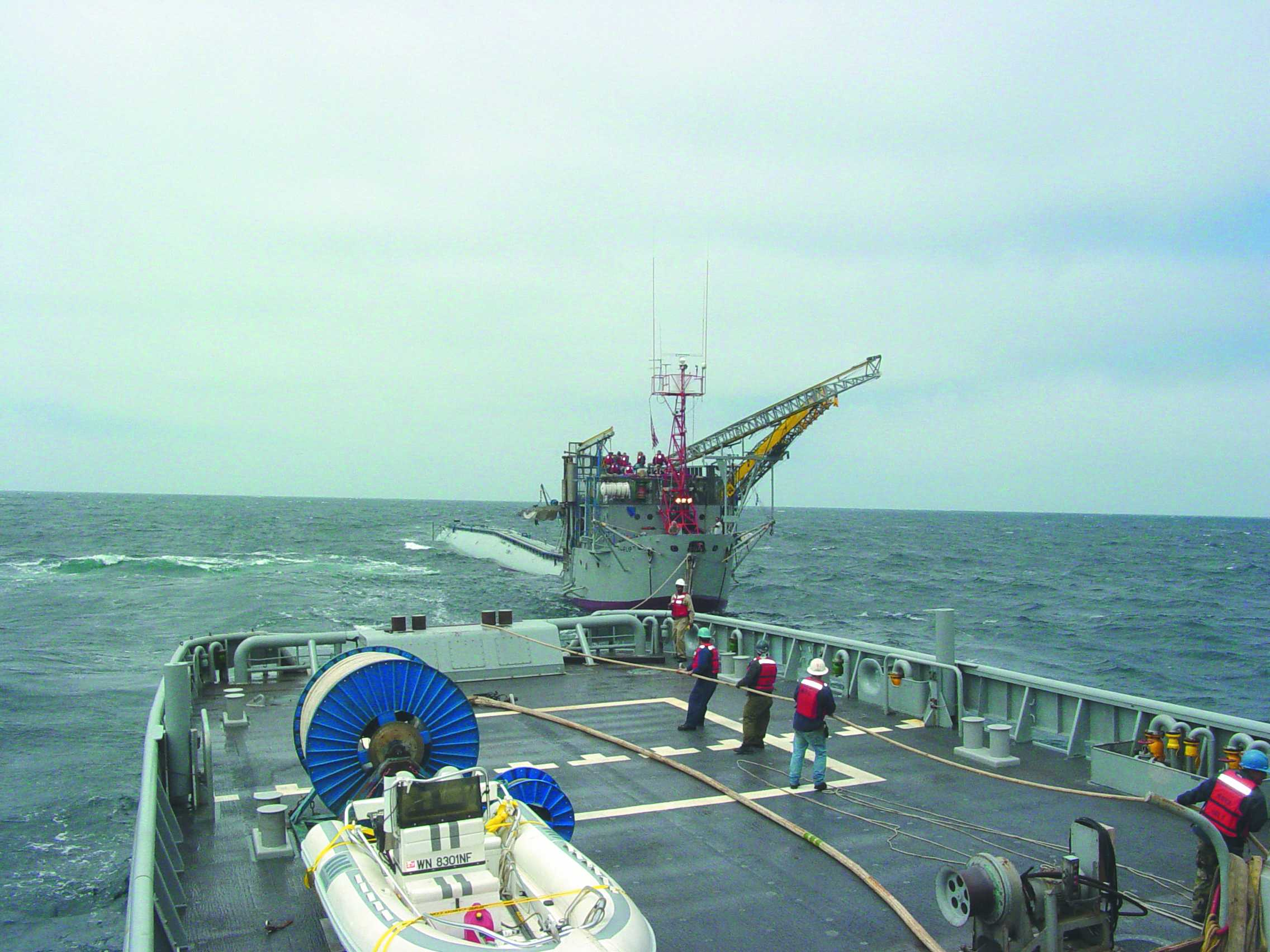
Vista do FLIP a partir do rebocador
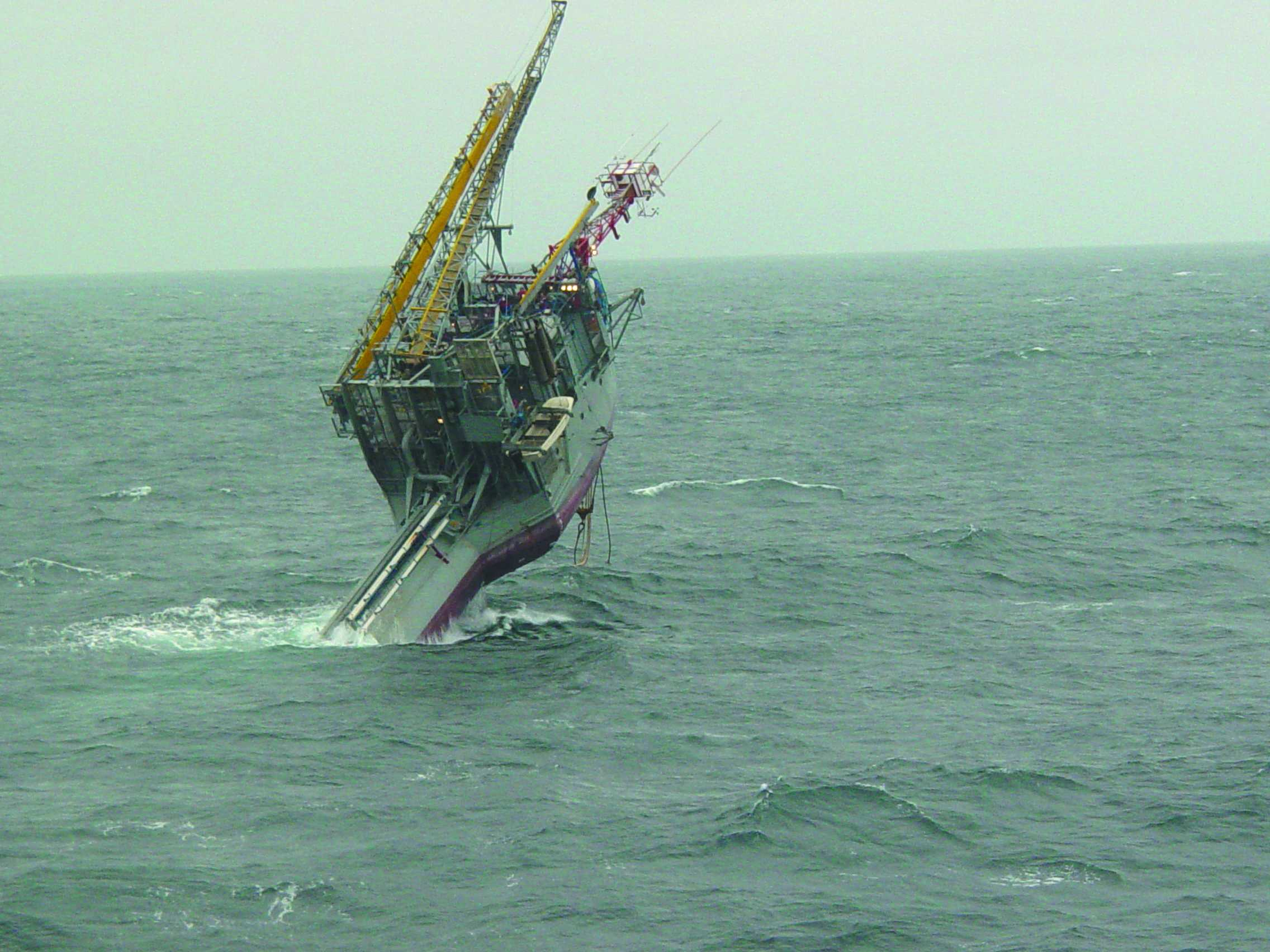
FLIP em manobra de giro em 2003
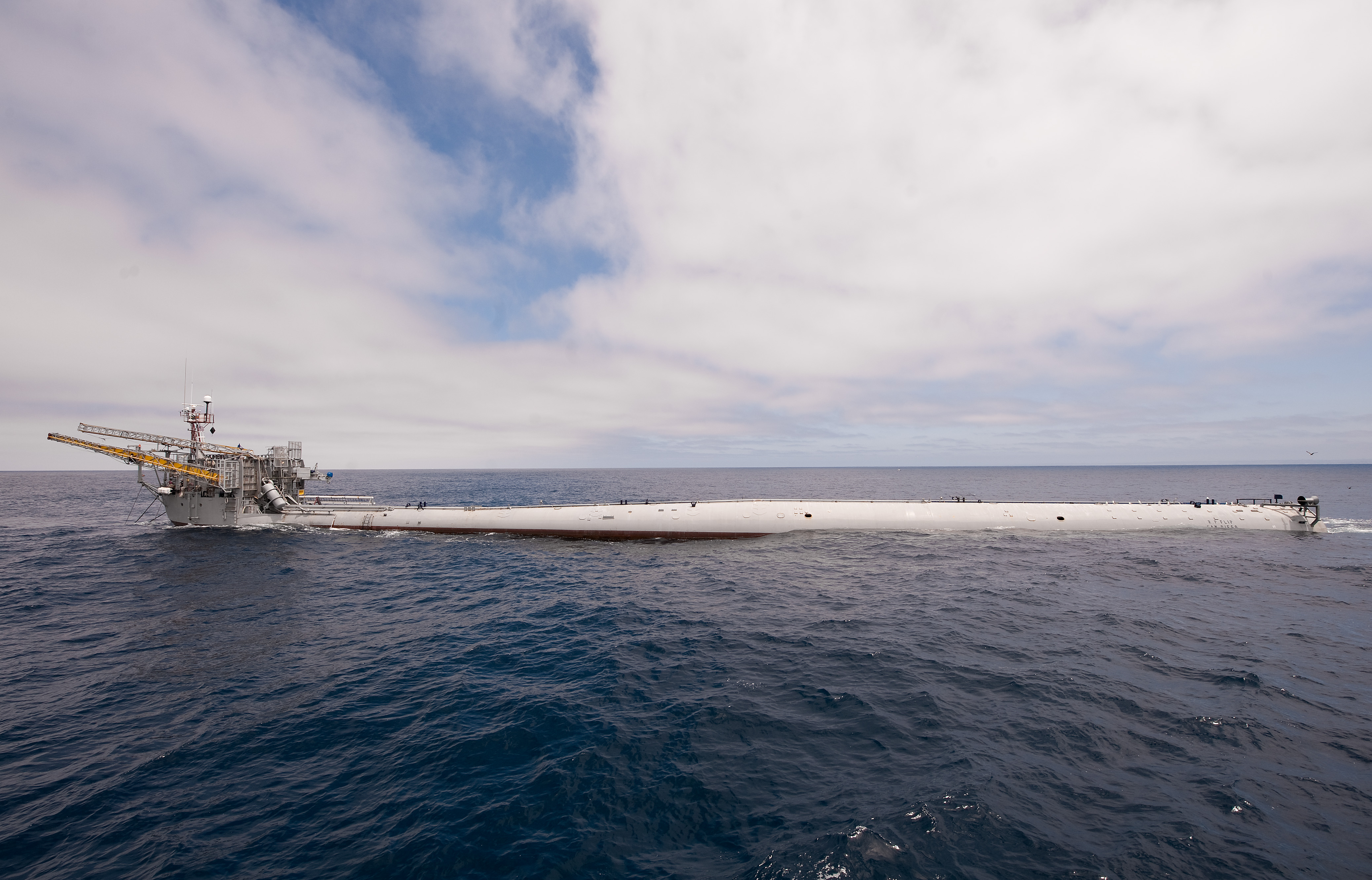
Visão lateral do FLIP emergido mostrando a sua extensão